# Cantonul Montesquieu-Volvestre
Cantonul Montesquieu-Volvestre este un canton din arondismentul Muret, departamentul Haute-Garonne, regiunea Midi-Pyrénées, Franța.

## Comune
- Canens
- Castagnac
- Gouzens
- Lahitère
- Lapeyrère
- Latour
- Massabrac
- Montbrun-Bocage
- Montesquieu-Volvestre (reședință)
- Saint-Christaud